# Brian Kemp
Brian Porter Kemp (ur. 2 listopada 1963 w Athens) – amerykański biznesmen i polityk, członek Partii Republikańskiej. Od 14 stycznia 2019 roku piastuje urząd gubernatora Georgii.
W latach 2010–2019 Kemp sprawował urząd sekretarza stanu Georgii. W 2018 roku został wybrany na urząd gubernatora, pokonując po zaciętej kampanii kandydatkę Partii Demokratycznej Stacey Abrams 50%-49%.

## Biografia
Kemp dorastał w rodzinnym mieście Athens w Georgii. Studiował rolnictwo na Uniwersytecie Georgii, gdzie uzyskał tytuł Bachelor of Science. Zanim stał się aktywny politycznie, przez wiele lat pracował jako generalny wykonawca i deweloper, a także miał kilka firm zajmujących się agrobiznesem i usługami finansowymi. W 1994 roku poślubił swoją żonę Marty, z którą mają trzy córki.
W 2002 roku został wybrany do senatu stanu Georgia. W 2006 roku kandydował na Komisarza ds. Rolnictwa, ale został pokonany w republikańskich prawyborach. W 2010 roku został powołany na stanowisko sekretarza stanu z rekomendacji ówczesnego gubernatora Sonny'ego Perdue. W 2018 został wybrany na gubernatora stanu Georgia. 
Podczas pandemii COVID-19 w 2020 roku, mimo rosnącej liczby przypadków, uchylił większość ograniczających przepisów, w tym wszedł w konflikt z burmistrzem Atlanty – Kieshą Lance Bottoms.

## Aborcja
W maju 2019 roku Kemp podpisał kontrowersyjną ustawę, która zabraniała aborcji po wykryciu bicia serca u płodu, co zwykle ma miejsce, gdy kobieta jest w szóstym tygodniu ciąży. Po tej decyzji ustawodawstwo Georgii stało się jednym z najsurowszych przepisów antyaborcyjnych w kraju. 
Ustawodawstwo zostało zablokowane przez sądy federalne, które uznały je za niezgodne z Konstytucją: wstępny nakaz sądowy z października 2019 r. zablokował wejście w życie ustawy, a stały nakaz sądowy wprowadzony w lipcu 2020 r. trwale unieważnił ustawę antyaborcyjną. 